# Einville-au-Jard
Einville-au-Jard è un comune francese di 1 254 abitanti situato nel dipartimento della Meurthe e Mosella nella regione del Grand Est.

## Società

### Evoluzione demografica
Abitanti censiti